# Monument voor Roma en Sinti (Westerbork)
Het monument voor Roma en Sinti in Westerbork is een bronzen beeld ter herinnering aan de Roma en Sinti die op 16 mei 1944 op het woonwagenkamp in het Nederlandse Eursinge (provincie Drenthe) zijn opgepakt en in concentratiekampen zijn vermoord. Het monument verbeeldt de laatste avond van de slachtoffers, waar ze vrolijk om een kampvuur zitten.

## Geschiedenis
Aan de rand van de buurtschap Eursinge nabij Westerbork was in 1940 een woonwagenkamp in gebruik genomen. Nadat in juli 1943 een reisverbod voor Roma en Sinti was ingevoerd, kwamen de families Meinhardt en Weiss naar Eursinge. Zij werkten veelal bij boeren in de buurt op het land. Op 16 mei werd een grootscheepse, landelijke razzia gehouden. Bij de razzia waren Nederlandse politieagenten en zelfs de burgemeester betrokken. Twintig leden van de families Meinhardt en Weiss werden opgepakt en drie dagen later via Kamp Westerbork naar Auschwitz-Birkenau gedeporteerd.
Het beeld is gemaakt door de Sinti-kunstenares Ayla Corstanje-Uncu en staat op het Herinneringsplein aan de Kerkweg / Hoofdstraat van Westerbork. Het is op 16 mei 2024 onthuld door Lalla Weiss, burgemeester Jan Zwiers en commissaris van de Koning in Drenthe Jetta Klijnsma.